# Moldavie aux Jeux olympiques d'hiver de 1994
Cet article contient des informations sur la participation et les résultats de la Moldavie aux Jeux olympiques d'hiver de 1994, qui ont eu lieu à Lillehammer en Norvège. Il s'agit de la première participation du pays aux Jeux olympiques d'hiver. 

## Résultats

### Biathlon

#### Dames
| Elena Gorohova | Sprint 7,5 km    | 35 min 04 s 1     | 7 (4 + 3)          | 69 |
| Elena Gorohova | Individuel 15 km | 1 h 13 min 33 s 1 | 14 (3 + 3 + 4 + 4) | 68 |

#### Hommes
| Vasilii Gherghi | Sprint 10 km     | 34 min 48 s 0     | 3 (2 + 1)         | 68 |
| Vasilii Gherghi | Individuel 20 km | 1 h 16 min 30 s 4 | 9 (1 + 4 + 1 + 3) | 70 |